# Heart Full of Soul

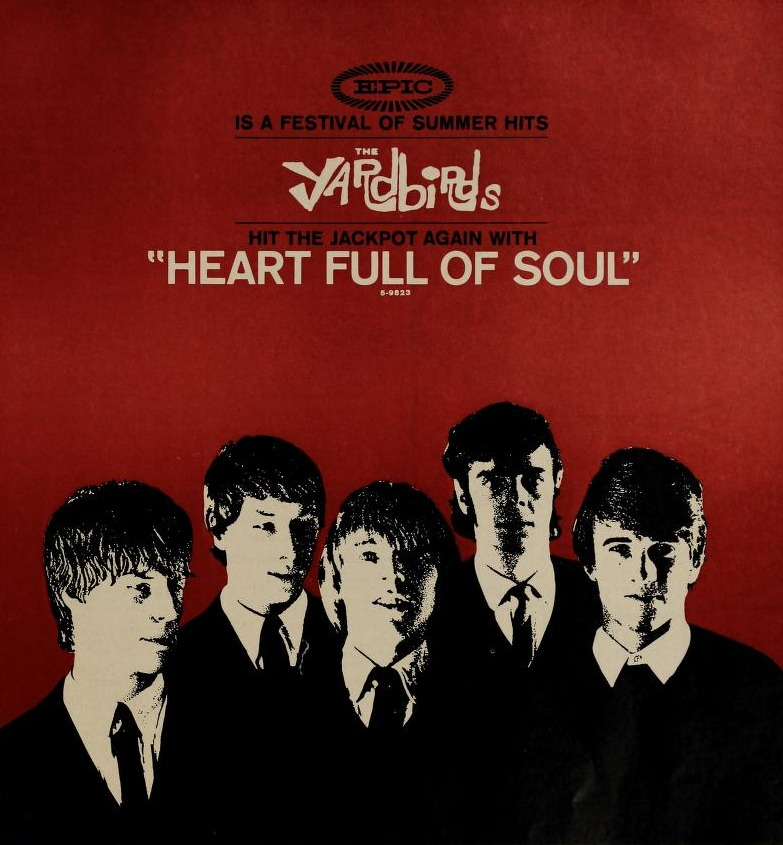

«Heart Full of Soul» es una canción de la banda de rock británica The Yardbirds publicada como sencillo el año 1965. Fue escrita por Graham Gouldman, quien tiempo después desarrolló su carrera como miembro de 10cc.
Esta canción es uno de los ejemplos tempranos del desarrollo del Rock psicodélico. Para su grabación, el nuevo guitarrista de la banda, Jeff Beck, ocupó un efecto fuzz durante el solo, agregándole el particular sonido característico del tema. Originalmente, se iba a hacer uso de un sitar para agregarle una atmósfera "oriental-exótica", sin embargo se decidió prescindir de él pues su sonido era demasiado fino y eventualmente la guitarra de Beck sería capaz de producir algo parecido. Existe una toma, donde se puede escuchar el sitar de manera integra.
De una forma u otra, los tres guitarristas que pasaron por The Yardbirds tienen alguna relación con «Heart Full of Soul». Aunque Beck es quien toca en la canción, la versión estadounidense del sencillo muestra de manera errónea una fotografía de Eric Clapton. En 1968, la banda asistió al programa Upbeat con su formación final que incluía a Jimmy Page.
«Heart Full of Soul» apareció en el álbum Having a Rave Up de 1965.

## Posición en listas
| Año  | País           | Lista                | Posición |
| ---- | -------------- | -------------------- | -------- |
| 1965 | Reino Unido    | UK Singles Chart     | 2        |
| 1965 | Canadá         | RPM100 Singles       | 2        |
| 1965 | Noruega        | VG-lista             | 10       |
| 1965 | Alemania       | Musicline.de         | 7        |
| 1965 | Estados Unidos | Billboard Hot 100    | 9        |
| 1965 | Estados Unidos | Cash Box Top Singles | 12       |

## Otras versiones
Varios artistas han interpretado o grabado esta canción alguna vez. Algunos destacados son:
- La banda mexicana Los Freddy's que hizo un cover de esta canción traducida al español con el título «Tengo un corazón». Está disponible en su álbum Sufrirás Sin Mi de 1966.
- Box of Frogs, junto con Roger Chapman, en su álbum Strange Land de 1986.
- Chris Isaak en su disco homónimo de 1986 y en el álbum recopilatorio Wicked Game de 1991.
- La banda de heavy metal Dokken en su disco Long Way Home de 2002.
- Graham Gouldman, compositor que entregó la canción a The Yardbirds, en su álbum solista And Another Thing... del año 2000.
- Rush en su EP Feedback de 2004 y más tarde en el R30 Tour.
- Venerea en su disco Shake Your Swollen Booty del 2003.
- Ghost Dance realizó un cover para su segundo sencillo.
- Paul Gilbert en Jeffology: A Guitar Chronicle de 1995.